# 齐增一
武仙座113，又名BD+22 3524，HD 175492、SAO 86567、HR 7133，是武仙座的一颗恒星，视星等为4.59，位于銀經53.63，銀緯9.42，其B1900.0坐标为赤經18h 50m 31.5s，赤緯+22° 9.42′ 6″。